# Karl Malkmus
Karl Malkmus (* 12. September 1929 in Frankfurt-Höchst; † 24. Mai 1997 in Hofheim am Taunus) war ein deutscher Künstler.

## Leben
Malkmus wurde am 12. September 1929 im Frankfurter Stadtteil Höchst geboren und lebte bis zu seinem Tod im Jahr 1997 in Hofheim/Ts.
1945 begann der berufliche Werdegang: Kirchen- und Dekorationsmalerlehre 1947 bis 1948 als Privatschüler bei Professor Wilhelm Görlich. Von 1949 bis 1951 besuchte er die Werkkunstschule Offenbach. In den folgenden Jahren war er frei arbeitend als Maler (mit Ausstellungen und Ausstellungsbeteiligungen) und Innenarchitekt. 1964 eröffnete er ein Werbeatelier für Siebdruck und Gebrauchsgrafik. Von 1976 bis 1979 hatte er Lehraufträge an der Hochschule für Gestaltung Offenbach am Main. 1980 entwickelte er eine neue Siebtechnik. Er war Mitglied der Hofheimer Gruppe und erhielt den  Kunstpreis der französischen Partnerstadt Chinon. Die Arbeiten von Karl Malkmus befinden sich in privaten und öffentlichen Sammlungen: Kreisstadt Hofheim am Taunus, Main-Taunus-Kreis, Land Hessen und Kunstsammlung Main-Taunus.

## Ausstellungen
Er stellte in Frankfurt am Main, Hofheim am Taunus, Bad Soden, Kronberg, Dresden, Torgau und Kassel aus.
| Personendaten    | Personendaten      |
| ---------------- | ------------------ |
| NAME             | Malkmus, Karl      |
| KURZBESCHREIBUNG | deutscher Maler    |
| GEBURTSDATUM     | 12. September 1929 |
| GEBURTSORT       | Frankfurt-Höchst   |
| STERBEDATUM      | 24. Mai 1997       |
| STERBEORT        | Hofheim am Taunus  |